# B.C. A.D.（Before Christ＆Anno Domini）
『B.C. A.D.（Before Christ＆Anno Domini）』（ビー・シー・エー・ディー 〜ビフォア・クライスト・アンド・アンノ・ドミニ〜）は、T-SQUAREの21枚目のアルバム。
1996年4月21日にリリース。

## 解説
スクェアの21枚目のオリジナルアルバム。
今作はスクェア史上初めてメンバー全員が楽曲提供を行なっており、当時のドラム則竹裕之の代表曲「勇者（YUH-JA）」収録。他にもサックス本田雅人作曲「CIAO!!!」ベース須藤満作曲「PIOGGIA DI CAPRI」等、スクェアのアルバムでも、有名な曲が多く収録されているのが特徴。
録音はイタリア、ミキシングはアメリカ・ロサンゼルス、ジャケット写真の撮影はエジプトで行われた。今作がデビューからスクェアのプロデューサーを担当してきた伊藤八十八がプロデュースした最後のアルバムとなった。
3曲目「VICTORY」は、テレビ朝日「ワイド！スクランブル」初代テーマ曲として、アルバム発売に先行して1996年4月1日の番組開始時から1年間使用された。

## 収録曲
1. 勇者（YUH-JA）- 則竹裕之作曲
2. PIOGGIA DI CAPRI - 須藤満作曲
3. VICTORY - 安藤まさひろ作曲
4. NAUGHTY BOY - 安藤まさひろ作曲
5. LATELY - 安藤まさひろ作曲
6. CIAO!!! - 本田雅人作曲
7. BOSSA GRIGIA - 和泉宏隆作曲
8. SUNSHINE SHOWER - 安藤まさひろ作曲
9. TERRA DI VERDE - 和泉宏隆作曲

## ミュージシャン
- T-SQUARE
  - 安藤まさひろ - ACOUSTIC AND ELECTRIC GUITARS
  - 和泉宏隆 - ACOUSTIC PIANO AND SYNTHESIZERS
  - 則竹裕之 - DRUMS, PERCUSSION AND PROGRAMMING
  - 須藤満 - BASSES
  - 本田雅人 - SAXOPHONES, EWI, FLUTE AND PROGRAMMING
- Brass arrangement（#4） by Jerry Hey
  - Jerry Hey - Trumpet
  - Gary Grant - Trumpet
  - Larry Williams - Tenor Saxophone
  - Bill Reichenbach - Trombone
  - Masato Honda - Alto Saxophone

## チャート成績
- 日本ゴールドディスク大賞 第11回(1996年度)  アルバム賞･ジャズ部門(邦楽)[1]